# サタ☆スポ
『サタ☆スポ』は2011年10月1日から2022年9月24日までJFN系列各局で放送されていたスポーツ情報番組である。放送時間は毎週土曜 6:00 - 8:55。なお、制作局のエフエム大阪では放送終了時点においては6:00 - 7:30に放送していたため、7:30以降はネット局への裏送りとなっていた。

## 概要
ジャパンエフエムネットワークの土曜朝の情報番組の1つとして放送されていた。これまでJFNCで放送されていた『SPORTS GROOVE!!』とエフエム大阪発で中四国近畿5局ネットで放送されていた『珠久美穂子の、気分はバーディーラッシュ!』を受け継いでおり、実質共同制作となっていたことから、ホームページやメールアドレスはJFNC側、放送およびFAX受付はエフエム大阪側と分担しての放送となっていた。
そのため、原則として出演者は大阪から出演するが、後述メンバーのうち、大畑はラグビー取材などで東京へいることもあり、また加藤は活動拠点が東京のため、その場合はJFNCのスタジオとFM大阪のスタジオによる2元で放送する形になっていた。
特に2016年10月1日の放送分から放送終了時までのテーマ曲はOPがカシオペア「ルッキング・アップ」、EDもカシオペア「ドミノ・ライン」だった。
2022年8月27日の放送で番組の終了が発表され、同年9月24日の放送をもって終了。11年の歴史に幕を下ろした。JFNC制作の土曜朝の情報番組としては、枠が創設された1984年春から1997年秋に放送されていた『FMさわやかスタジオ～土曜日です』の13年半に次ぐ放送期間となった。後番組は本番組と同じスポーツ情報番組の『From Athlete!』で、こちらは本番組とは違ってJFNCの実質単独制作となっており、本番組の制作に携わっていたエフエム大阪でも2024年3月までネットしていた。

## 番組コーナー
主に1週間のスポーツニュースと1970年代から2000年代のリクエスト曲を中心に展開していくものだった。
そのうち、6時台はゴルフ特化コーナー、7時台はスポーツ界の比較的B級のニュースを紹介する「ゆるスポ」がある。ゴルフ特化コーナーはもともと『気分はバーディーラッシュ!』で扱っていたものをコーナー化させたもので、後述する制作局のエフエム大阪・エフエム仙台・TOKYO FMのみで放送されていた。
番組内では6:40に全国幹線道路情報を、7:07頃に日本気象協会とつないでの天気予報、8:40頃にスタジオ出演者読み上げにより天気予報がある。全国幹線道路情報はブロックごとに紹介されるが、時間の関係上、関東・甲信越地区や首都圏、東海・北陸・近畿地区の情報量が多く、そのほかの地域が省略される（特にTOKYO FMで放送される場合）。
上記以外に、「サタ☆スポ クイズ」、月に1度「大畑大介商店」を放送することがあった。

## パーソナリティー

### 放送終了時点
- 大畑大介（2013年6月までは毎週担当、7月より第2週・第4週担当）
- 山本隆弘（2017年4月より、第1週・第3週担当）
- 阪本章史（上記2人が出演できない場合に出演）
- 珠久美穂子

### 放送終了以前に降板
- 濱中治（2013年7月 - 2014年12月、第1週・第3週担当） - 阪神タイガースコーチ就任に伴い卒業。
- 河口正史（2014年12月 - 2015年12月19日）
- 森島寛晃（2016年1月 - 2017年2月4日）
- 加藤未央 - 8:30からのサッカーコーナー「加藤未央のTHE ROOTS OF FOOTBALL」を担当。

## ネット局
- 中断時に放送される内包番組は中断欄にて表記。なお、以下の「飛び降り」は、放送枠中（6:00 - 8:55）に終了させることを示す。
- 2012年10月 - 2019年12月における6時台のネット局に関しては、制作局のエフエム大阪・エフエム仙台を除いて6:40 - 6:45に『感じて、漢字の世界』（TOKYO FM制作）を内包していた[2]。
- 7:20過ぎと8:20過ぎは地域情報を挿入出来るようになっており、JFNCからはCM枠よりも長く3 - 4分BGMを配信している。なお、その部分をBGM配信にするか、情報を挿入するか、CMを挿入するかは各局別。
- 以下の局のうち、制作局のエフエム大阪・エフエム滋賀・岡山エフエム放送・エフエム徳島・エフエム香川は『気分はバーディラッシュ!』のネット局で、その他の局は『SPORTS GROOVE!!』のネット局だった。なお、エフエム滋賀・岡山エフエム放送・エフエム香川は8:00から『SPORTS GROOVE!!』に飛び乗っていた一方、制作局のエフエム大阪・エフエム徳島は前々番組の「SATURDAY ON THE WAY」を2009年3月に打ち切って以来、2年半ぶりにJFNCネットに復帰した形となった。
- いずれの放送局もミニ番組、シリーズ番組などの編成で放送時間は変動することもあった。
- 全て毎週土曜の放送で、放送時間の早い順から記載。全局、「radiko」・「radiko.jpプレミアム」で聴取可能だった。

### 放送終了時点
| 放送対象地域   | 放送局名                                     | 放送時間    | 中断 | 備考                           |
| -------------- | -------------------------------------------- | ----------- | --- | ------------------------------ |
| 大阪府         | エフエム大阪（FM大阪）                       | 6:00 - 7:30 | 7:22 - 7:26：FM大阪 TRAFFIC REPORT | 番組制作局 7:30 - 8:55は裏送り |
| 富山県         | 富山エフエム放送（FMとやま）                 | 6:00 - 7:30 | | [ 5 ]                          |
| 島根県・鳥取県 | エフエム山陰（V-air）                        | 6:00 - 7:30 | | [ 6 ]                          |
| 秋田県         | エフエム秋田（AFM）                          | 6:00 - 8:55 | |                                |
| 群馬県         | エフエム群馬（FM GUNMA）                     | 6:00 - 8:55 | | [ 7 ] [ 8 ]                    |
| 石川県         | エフエム石川（HELLO FIVE）                   | 6:00 - 8:55 | 6:54 - 7:00：快適生活ラジオショッピング 7:30 - 8:00：クロダハウス presents しあわせ物語 Keep Smiling                                                                                   | [ 9 ]                          |
| 福井県         | 福井エフエム放送（FM FUKUI）                 | 6:00 - 8:55 | 8:20 - 8:40：クロダハウス presents しあわせ物語 | [ 10 ]                         |
| 岐阜県         | エフエム岐阜（FM GIFU）                      | 6:00 - 8:55 | 8:20 - 8:23：GIFUインフォメーション | [ 11 ] [ 12 ]                  |
| 三重県         | 三重エフエム放送 （レディオキューブ FM三重） | 6:00 - 8:55 | 6:54 - 7:00 / 7:54 - 8:00：快適生活ラジオショッピング 8:20 - 8:23：レディオキューブ トラフィック                                                                                       |                                |
| 広島県         | 広島エフエム放送（HFM）                      | 6:00 - 8:55 | 6:50 - 7:00：いいものテンミニッツ! 8:00 - 8:30：痛快!あるあるラジオ | [ 13 ] [ 14 ]                  |
| 山口県         | エフエム山口（FMY）                          | 6:00 - 8:55 | 8:20 - 8:25：道路交通情報 8:25 - 8:30：FMY PUSH ONE | [ 15 ]                         |
| 徳島県         | エフエム徳島（FM TOKUSHIMA）                 | 6:00 - 8:55 | | [ 16 ]                         |
| 佐賀県         | エフエム佐賀（FMS）                          | 6:00 - 8:55 | |                                |
| 熊本県         | エフエム熊本（FMK）                          | 6:00 - 8:55 | 7:22 - 7:27 / 8:20 - 8:23：POWER WAVE | [ 17 ]                         |
| 鹿児島県       | エフエム鹿児島（μFM）                        | 6:00 - 8:55 | 7:22 - 7:27：μパブリック |                                |
| 沖縄県         | エフエム沖縄（FM沖縄）                       | 6:00 - 8:55 | 7:22 - 7:27 / 8:22 - 8:26：FMサタデーインフォメーション | [ 18 ]                         |
| 滋賀県         | エフエム滋賀（e-radio）                      | 6:00 - 8:40 | 8:21 - 8:24：交通情報 | [ 19 ]                         |
| 長崎県         | エフエム長崎（FM Nagasaki）                  | 6:00 - 8:40 | 6:40 - 6:55：ときめきショッピング 6:55 - 7:00：ぴよぴよラジオ 7:23 - 7:38：今旬!いいもの百貨店 7:38 - 7:42：SMILE CUTS 7:55 - 8:00：タウンナビ 8:18 - 8:23：快適生活ラジオショッピング | [ 20 ]                         |
| 宮崎県         | エフエム宮崎（JOY FM）                       | 6:00 - 8:40 | | [ 19 ]                         |
| 長野県         | 長野エフエム放送（FM長野）                   | 6:00 - 8:20 | | [ 21 ]                         |
| 香川県         | エフエム香川（FM香川）                       | 6:00 - 8:00 | | [ 22 ]                         |
| 大分県         | エフエム大分（Air-Radio FM88）               | 6:00 - 8:00 | | [ 23 ]                         |
| 青森県         | エフエム青森（AFB）                          | 6:00 - 7:55 | 6:50 - 6:55：心のともしび 6:55 - 7:00：FM青森インフォメーション | [ 24 ]                         |
| 栃木県         | エフエム栃木（RADIO BERRY）                  | 6:00 - 7:54 | 6:40 - 6:55：ときめきショッピング 6:55 - 7:00：B-HOT! |                                |
| 岡山県         | 岡山エフエム放送 （FM OKAYAMA）              | 6:00 - 7:54 | | [ 25 ]                         |
| 宮城県         | エフエム仙台（Date fm）                      | 6:00 - 7:00 | | [ 26 ]                         |
| 福島県         | エフエム福島（ふくしまFM）                   | 6:00 - 7:00 | | [ 27 ]                         |
| 兵庫県         | 兵庫エフエム放送 （Kiss FM KOBE）            | 6:00 - 7:00 | | [ 28 ]                         |
| 高知県         | エフエム高知（Hi-Six）                       | 6:00 - 7:00 | | [ 29 ]                         |
| 岩手県         | エフエム岩手（FM IWATE）                     | 6:00 - 6:50 | | [ 30 ]                         |
| 山形県         | エフエム山形（Rhythm Station）               | 7:00 - 8:55 | | [ 31 ]                         |

### 放送終了以前に打ち切り
| 放送対象地域 | 放送局名                          | 打ち切り時点での放送時間 | 放送期間                                     | 備考                                                                              |
| ------------ | --------------------------------- | ------------------------ | -------------------------------------------- | --------------------------------------------------------------------------------- |
| 新潟県       | エフエムラジオ新潟 （FM-NIIGATA） | 6:00 - 7:55              | 放送開始 - 2014年11月                        | [ 32 ]                                                                            |
| 東京都       | エフエム東京（TOKYO FM）          | 6:00 - 6:55              | 2016年10月 - 2017年3月 2021年4月 - 2022年3月 | 何度かの放送中断期間があるが、 「新規ネット」という観点で言えば、当局が唯一の例。 |